# 秀丽织纹螺
秀丽织纹螺（学名：Nassarius dealbatus），是新腹足目织纹螺科织纹螺属的一种。主要分布于中国大陆、台湾，常栖息在潮间带。